# نیکولاس کالودیس
نیکولاس کالودیس (یونانی: Νικόλαος Καλούδης؛ زادهٔ ۱۸۹۹ - درگذشته نامشخص) بازیکن فوتبال اهل یونان بود.